# Pleurocerina occidua
Pleurocerina occidua är en tvåvingeart som beskrevs av Schneider 2010. Pleurocerina occidua ingår i släktet Pleurocerina och familjen stekelflugor. Inga underarter finns listade i Catalogue of Life.